# Mandelholztalsperre
Die Mandelholztalsperre (auch: Hochwasserschutzbecken Kalte Bode) ist ein Hochwasserrückhaltebecken und befindet sich zwischen den Orten Elend und Königshütte der Stadt Oberharz am Brocken im Harz. Sie staut die Kalte Bode bei Hochwasser.
Die Talsperre wurde von 1952 bis 1957 erbaut und besteht aus einem Erddamm mit integriertem Kontrollgang aus Beton. Um die Dammkrone vor einer Überflutung zu schützen, wurde südlich von ihr ein Überlauf als Hochwasserentlastung angebracht. Letztmals lief die Talsperre beim Hochwasser 1994 über.
Die Höhe des Staudammes wird uneinheitlich angegeben mit 26 m (wahrscheinlich über Talsohle) oder 28,4 m (wahrscheinlich über Gründungssohle).
Bei Mandelholz an der Wormke (im hinteren Bereich der Mandelholztalsperre) befinden sich auch die Reste einer älteren Talsperre, des Mandelhölzer Teichs, der ab 1612 die Mandelholzer Hütte mit Wasser versorgte. Die Hochwasserkatastrophe von 1855 zerstörte den Damm, und er wurde nicht wieder aufgebaut. 

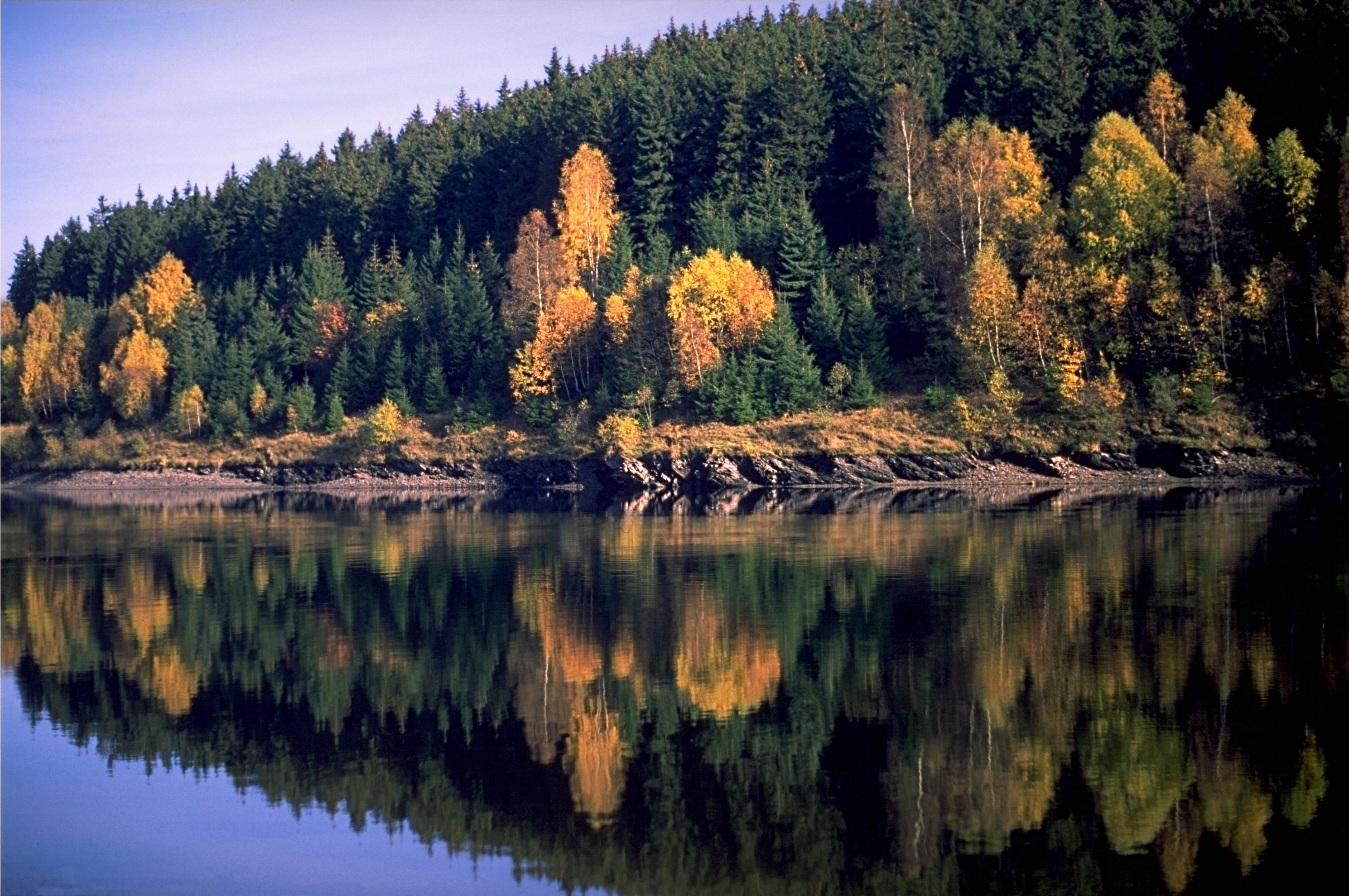
Südostufer
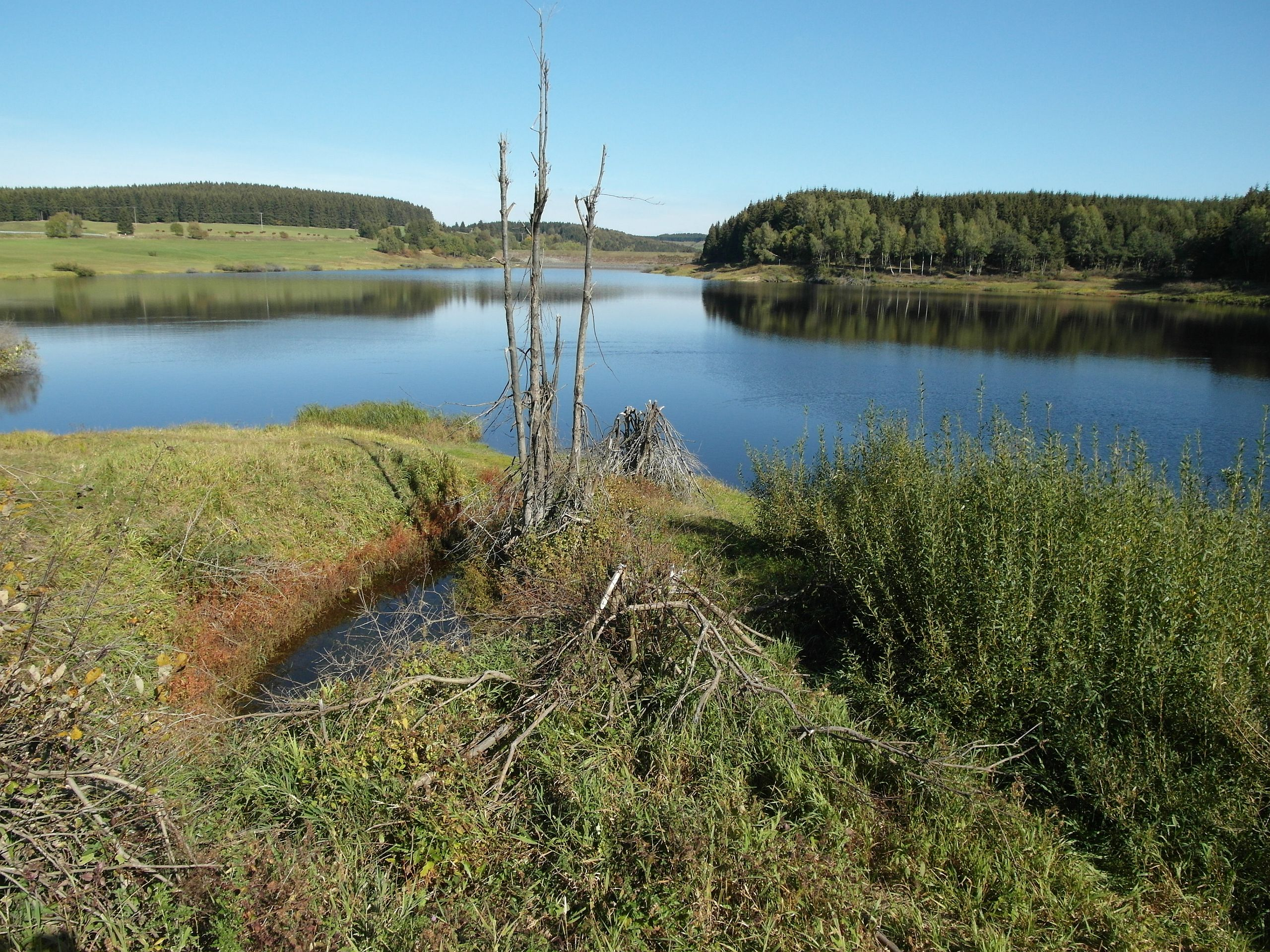
Blick vom Westufer
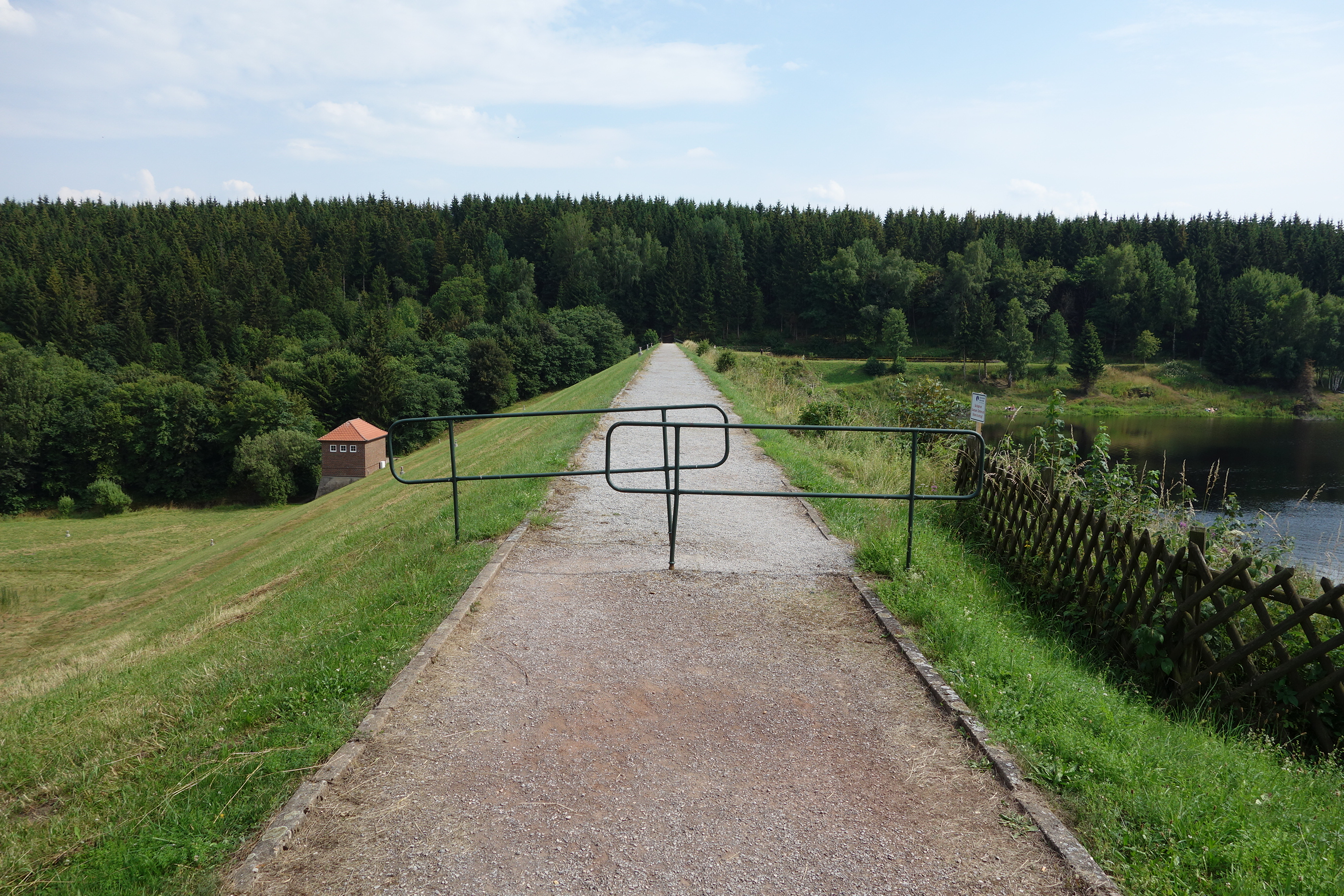
Auf der Dammkrone
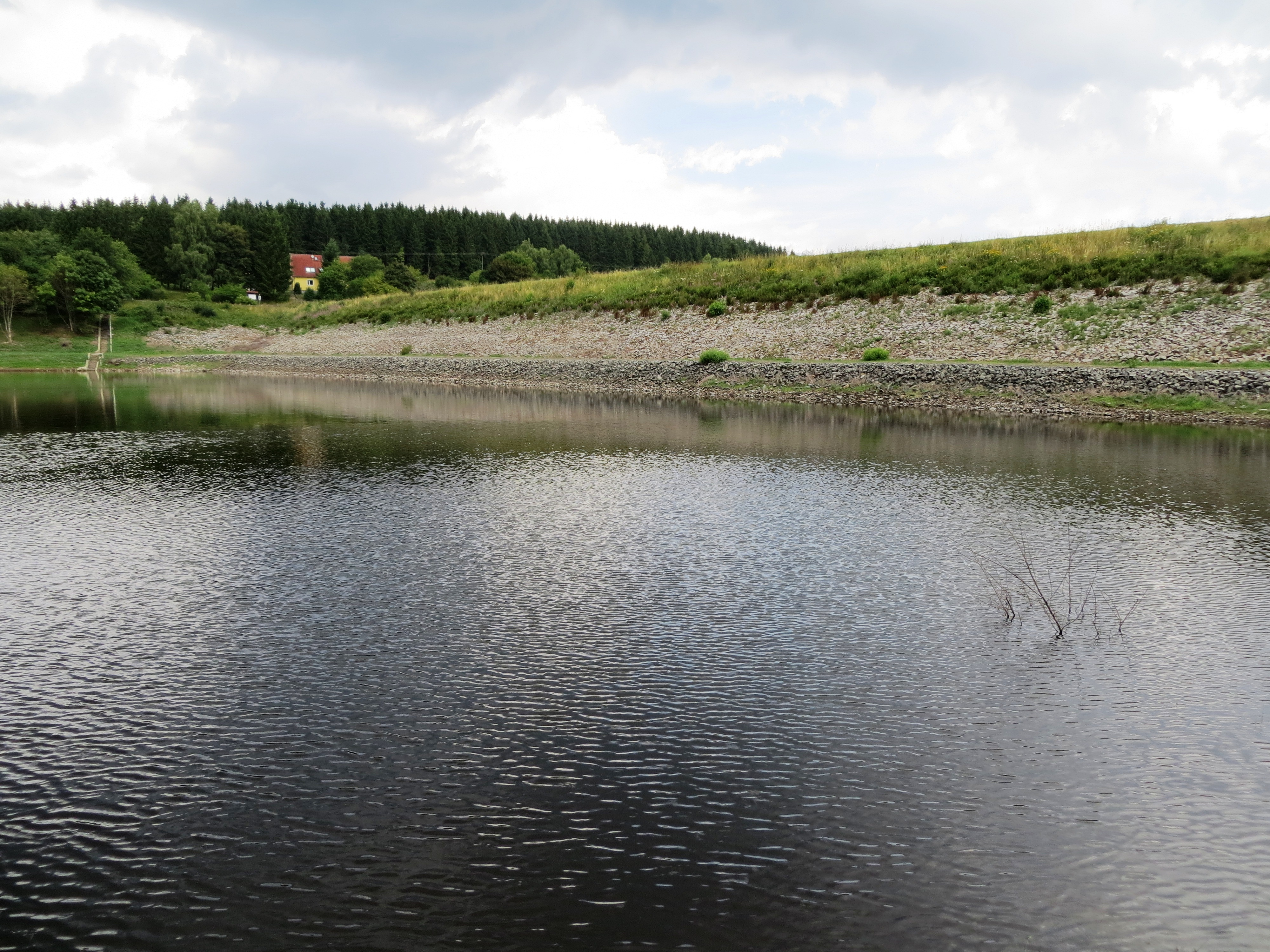
Staudamm von Süden